# Heo Jung-eun
Heo Jung-eun (Hangul: 허정은 14 de septiembre de 2007) es una actriz surcoreana.

## Carrera
Llamó la atención del público con sus actuaciones en los dramas, My Lawyer, Mr. Jo (2016) y Love in the Moonlight (2016).
A la edad de nueve años, tuvo su primer papel en la televisión como Geum-bi, una chica que sufre desde la infancia la enfermedad de Niemann–Pick en My Fair Lady (2016).
En septiembre de 2021 se anunció que se unió al elenco de la serie Hometown donde dio vida a Moon-sook, una joven optimista y la mejor amiga de Jae-young.

## Filmografía

### Serie de televisión
| Año  | Título                     | Rol                              | Red  | Notas         |
| ---- | -------------------------- | -------------------------------- | ---- | ------------- |
| 2011 | I Like You                 | Kim Ha-pilKang Sung-a            |      |               |
| 2013 | Wonderful Mama             | Kim Ha-pilKang Sung-a            |      |               |
| 2014 | Angel Eyes                 | Kim Ha-pilKang Sung-a            | SBS  |               |
| 2014 | Temptation                 | Kim Ha-pilKang Sung-a            |      |               |
| 2014 | Shining Romance            | Byeon Yoon-do                    | MBC  |               |
| 2015 | Heart to Heart             | Cha Hong-do (joven)              | tvN  |               |
| 2015 | My Heart Twinkle Twinkle   |                                  | SBS  |               |
| 2015 | Hyde Jekyll, Me            | SBS                              |      |               |
| 2015 | A Girl Who Sees Smells     | SBS                              |      |               |
| 2015 | Divorce Lawyer in Love     | SBS                              |      |               |
| 2015 | Splendid Politics          | Princesa Jeongmyeong             | MBC  |               |
| 2016 | My Lawyer, Mr. Jo          | Jo Soo-bin                       | KBS2 | [ 8 ]         |
| 2016 | Love in the Moonlight      | Princesa Yeong-eun               | KBS2 | [ 9 ]         |
| 2016 | My Fair Lady               | Yoo Geum-bi                      | KBS2 | [ 10 ]        |
| 2018 | Mr. Sunshine               | Ko Ae-shin (joven)               | tvN  | [ 11 ]        |
| 2018 | Dear Husband of 100 Days   | Hong Shim (joven)                | tvN  | [ 12 ]        |
| 2019 | Arthdal Chronicles         | Tan Ya (joven)                   | tvN  | [ 13 ]        |
| 2020 | Start-Up                   | Seo Dal-mi (de joven)            | tvN  | [ 14 ]        |
| 2021 | River Where the Moon Rises | Princesa Pyeonggang (de pequeña) | KBS2 | [ 15 ] [ 16 ] |
| 2021 | Hometown                   | Moon-sook                        | tvN  |               |

### Cine
| Año  | Título              | Papel | Nota |
| ---- | ------------------- | ----- | ---- |
| 2011 | Once in a Blue Moon |       |      |
| 2013 | Montage             | Bom   |      |
| 2014 | A Hard Day          | Min-a |      |

## Discografía

### Banda sonora
| Año                                                                                        | Título                                 | gráfico de posiciones | Ventas (Digital) | Álbum            |
| Año                                                                                        | Título                                 | KOR Gaon              | Ventas (Digital) | Álbum            |
| ------------------------------------------------------------------------------------------ | -------------------------------------- | --------------------- | ---------------- | ---------------- |
| 2016                                                                                       | "Snow This Year (스노우 인 디스 이어)" | —                     |                  | My Fair Lady OST |
| "—" denota versiones que no entró en las listas o que no se han publicado en dicha región. |                                        |                       |                  |                  |

## Premios y nominaciones
| Año  | Premio              | Categoría                   | Nominación                                             | Resultado | Ref.          |
| ---- | ------------------- | --------------------------- | ------------------------------------------------------ | --------- | ------------- |
| 2016 | 30 KBS Drama Awards | Mejor Actriz Joven          | My Lawyer, Mr. Jo, Love in the Moonlight, My Fair Lady | Ganadora  | [ 18 ] [ 19 ] |
| 2016 | 30 KBS Drama Awards | Mejor Pareja (con Oh Ji-ho) | My Lawyer, Mr. Jo, Love in the Moonlight, My Fair Lady | Ganadora  | [ 18 ] [ 19 ] |